# Червени бригади
Червените бригади (на италиански: Brigate Rosse, или само BR) е италианска крайнолява терористична организация, действала в периода на 70-те и 80-те години на 20 век в Италия, които са известни като Годините на оловото (Anni di piombo). Организацията съчетава методите на градската партизанска война с ненасилствени методи (пропаганда, създаване на полулегални организации в заводи и университети).
Първата операция на групата е на 28 ноември 1970 г. и включва поредица взривове в завода на „Пирели“. Още от началото в организацията се оформят две водещи течения.

## Дейност на Червените бригади
През декември 1971 г. ограбват 800 хиляди лири от магазин „Коин“, а след това 14 милиона лири от банка „Сан Просперо“ в Реджо Емилия. През 1972 г. осъществяват първото си отвличане на ръководител от фабрика, за да допълнят финансите си. През първите 2 години събират бойни отряди и изграждат организационна структура. След това започват бойни действия. Организацията рязко се отличава от другите леви групи в Италия със своята организираност и безкомпромисност, което ги прави много опасни противници за властите в страната.
На 17 юни 1974 г. в помещение на Италианското социално движение (неофашисти) са застреляни двама души. Това е първото убийство на организацията. Тук въпросът е спорен, тъй като някои анализатори смятат, че атентатът с кола-бомба довел до убийството на двама полицаи през 1972 г., е тяхно дело.
Приз септември 1974 г. основателите на организацията, Ренато Курчо и Алберто Франческини, са арестувани и осъдени на 18 години затвор, но не след дълго Ренато Курчо е освободен от въоръжен отряд на организацията, воден от жена му Мара Кажол, а след това е арестуван отново.

### Нов водач
По тази причина водач на организацията става Марио Морети. След претърпените удари от полицията, организацията се прегрупира идеологически и организационно. Според техен манифест от 1975 г. целите ѝ са „концентриран удар в сърцето на държавата, защото държавата е смес от международни корпорации“.
Създава се „Стратегическо ръководство“, чиито членове са както нелегални, така и хора, водещи нормален живот. По това време се счита, че броят на членовете на организацията е около 500 души. През 1976 г. терорът срещу полицаи и магистрати се засилва значително, с цел да се попречи на започналите вече разследвания. Същата година е убит прокурорът на Генуа Франческо Коку. Заради медийната кампания срещу организацията, на 11 юни 1976 г. е убит директорът на „Джурнале нуово“ Индро Монтанели. На 12 юли същата година е ранен директорът на телевизия „Ти-Джи-1“, Емилио Роси. През септември същата година е ранен директорът на торинския клон на вестник „Унита“ Нино Фераро, а през ноември е убит заместник-директорът на вестник „Стампа“ Казенальо. Според „Червените бригади“ медиите са се превърнали в инструмент на държавата и като такъв – в основен враг на народа.
През 1977 – 1978 г. Бригадите обсъждат въпроса за преход от „демонстративни действия“ към „постоянни акции“ и „разширение на кръга от цели“. Преценявайки, че са достатъчно подготвени като организация и ресурси, Бригадите преминават към преки, постоянни атаки над представители на държавната власт. До 1980 г. в Италия са убити 15 прокурори и съдии.

### Убийството на премиера на Италия Алдо Моро
Световна популярност обаче добиват през 1978 г. с най-голямата си акция – отвличането и убийството на министър-председателя на държавата и лидер на Християндемократическата партия, Алдо Моро. На 16 март 1978 г., преоблечени като пилоти, членове на организацията убиват петимата телохранители на Моро и го отвличат. Държат го в плен 55 дни, като се опитват да започнат преговори с правителството. Въпреки отчаяните писма, които Моро изпраща до семейството си, до различни медии, дори и до Папата, никой не взема мерки. Предполага се, че новият премиер Джулио Андреоти е осведомен от силите за сигурност къде е местоположението на похитения, но нарочно не взема мерки за освобождаването му.

### Връхна точка и залез
През следващата година организацията извършва рекорден брой акции – 2150. Убит е Гуидо Роса, лидер на профсъюз, който се обявява против дейността на организацията. Полицията и спецслужбите се активизират и значителен брой членове на организацията са задържани.
През 1984 г. е убит генерал Лемонт Хънт, командващ многонационалните сили на Синайския полуостров. През 1986 г. организацията се разделя на две – „Червени бригади – комунистически бойни ядра“ и „Червени бригади – съюз на бойците комунисти“. През 1986 г. е убит сенатор Роберто Руфили. След масови арести същата година се смята, че организацията се е разпаднала.
Това обаче е спорен въпрос, защото през 90-те години оцелелите активисти започват да набират нови членове и активно се въоръжават, за което говорят няколко разкрити арсенала. Намерени са АК-47, югославски картечници М-70 и голямо количество взривни вещества. Повечето нови членове на организацията са между 20 и 30-годишни и са чували за акциите от миналото от разказите на старите „бригадири“.
На 19 март 2002 г. е убит политикът от Северната лига на Берлускони Марко Биарджи, автор на правителствените планове за промяна на законодателството, което да позволи по-лесно уволняване и наемане на работници.
Разпространено е изявление, в което се изказва подкрепа към извършителите на атентатите от 11 септември. Бригадите посочват за свой основен противник Берлускони и политиците, свързани с партията му Северна лига. Месец преди тези събития е подпален офис на неофашисткото движение „Нова сила“. В комюнике, изпратено до медиите, се подчертава, че на прицел са компанията „Медиасет“ и телевизията „Скай“ на Рупърт Мърдок.